# 佛得角签证政策

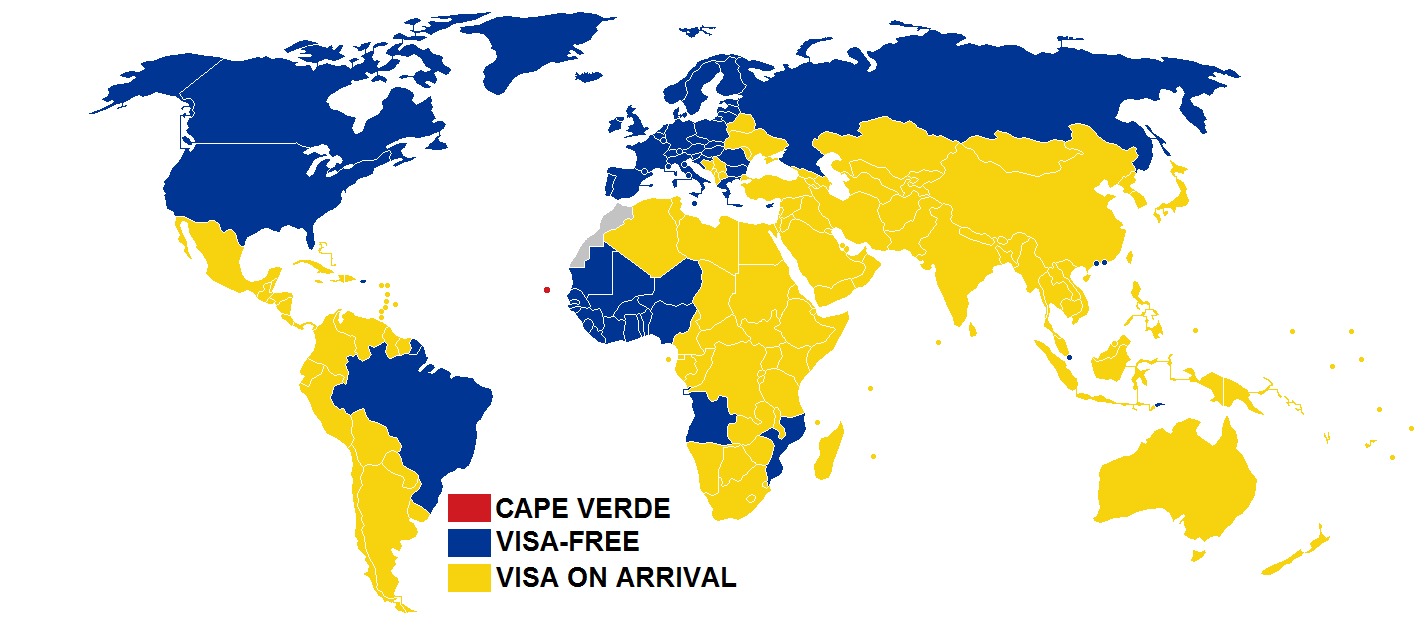
佛得角签证政策

任何访问佛得角的外国人必须取得落地签证，除非来自某些国家或地区。
佛得角签证包括过境签证、临时签证、旅游签证、居留签证，礼遇签证等。中国公民可在佛得角驻华大使馆（北京）申请办理过境、临时、旅游签证等；也可以在佛得角边境出入境管理处办理落地签证（从国内出发时，中国边检通常要求事先办好签证），通常须按规定提交有效护照、生活来源证明、无犯罪记录证明、健康证明与国际疫苗接种证书。某些情况下还须提交经佛得角职能部门认可的证明申请人旅行、公务或履行合同的证明文件。无监护人陪同或未持有监护人许可公证书的未满十六岁的外国公民，不得入境。无监护人陪同的未成年外国公民，如果在佛无民事责任担保人，不得入境。
自2019年1月1日起，所有乘国际航班入境佛得角的外国游客须缴纳机场安全税3400库多或30.83€（未满二岁的外国公民，持外交、公务护照者免予缴纳），乘坐佛国内航班需缴纳150库多。
《中华人民共和国政府和佛得角共和国政府关于互免持外交、公务护照人员签证的协定》于2015年7月11日生效。协定规定，中华人民共和国持有效的中华人民共和国外交、公务护照的公民和佛得角共和国持有效的佛得角共和国外交、公务护照的公民，在缔约另一方入境、出境或者过境，停留不超过30天，免办签证。

## 签证政策
以下57个国家或者地区的公民可以免签进入佛得角
| - 所有欧盟公民 - 安道尔 - 安哥拉 - 布吉納法索 - 几内亚 - 香港 - 冰島 - 利比里亚 - 列支敦斯登 - 澳門 | - 毛里塔尼亚 - 摩納哥 - 莫桑比克 - 尼日尔 - 奈及利亞 - 挪威 - 圣马力诺 - 塞内加尔 - 新加坡 - 瑞士 - 东帝汶 - 多哥 - 梵蒂冈 |  |

其他国家或者地区的公民可以办理落地签。任何外交或者公务护照持有人可以免签进入佛得角。由于西非埃博拉疫情，由几内亚、利比里亚、尼日尔、塞内加尔以及塞拉利昂抵达佛得角的旅客会被拒绝入境。